# Obalna straža Republike Hrvatske
La obalna straža Republike Hrvatske (in italiano letteralmente Guardia costiera della Repubblica croata) è il corpo che svolge compiti di guardia costiera in Croazia.

## Galleria d'immagini

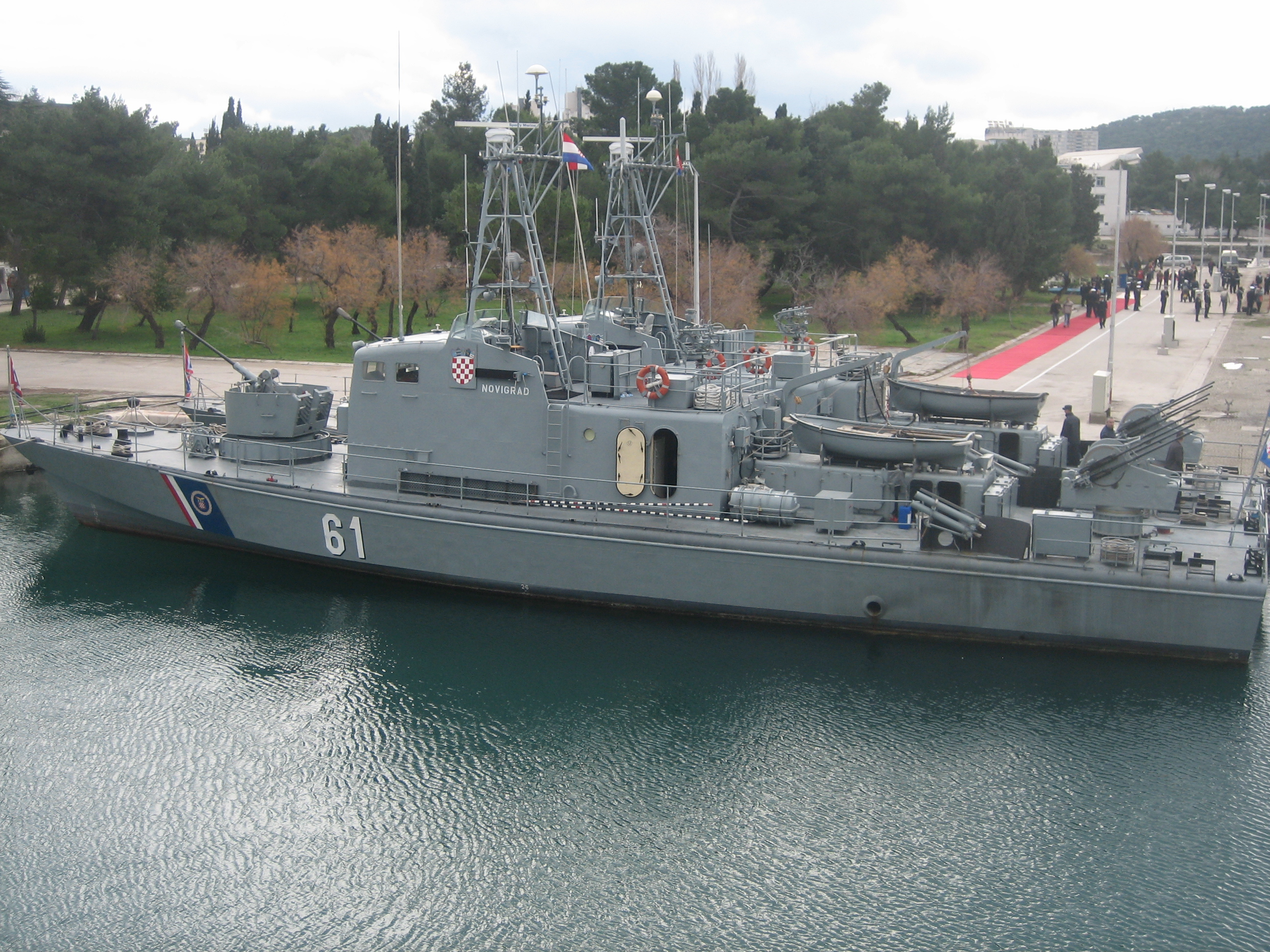
OB-61 Novigrad
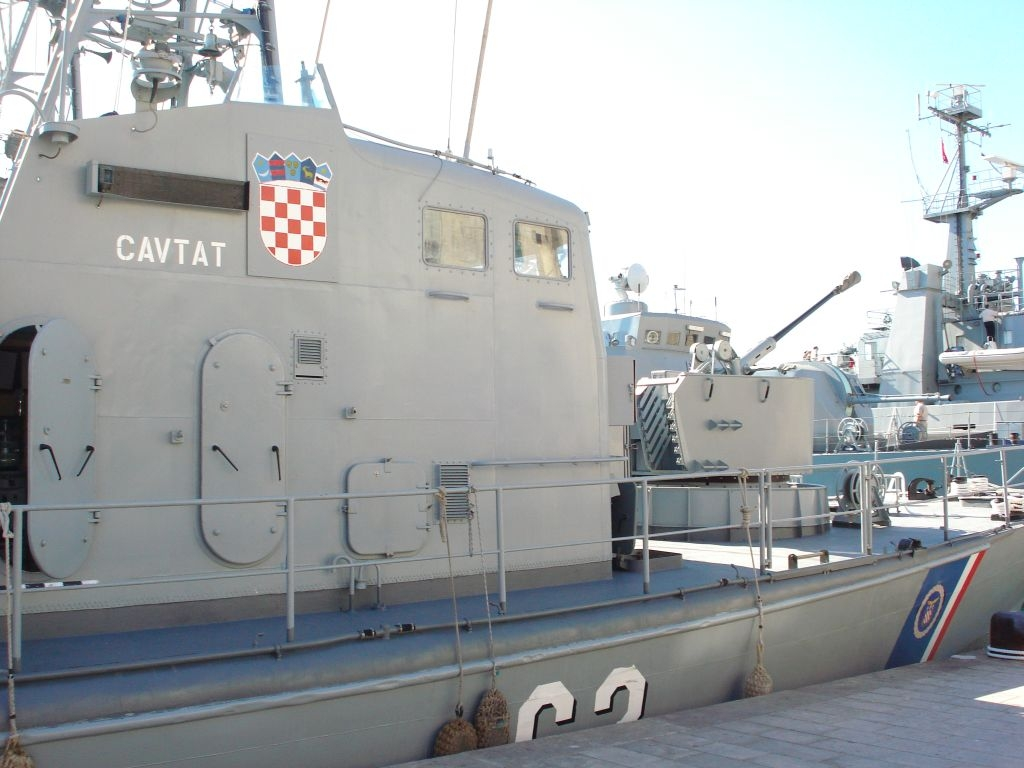
OB-63 Cavtat
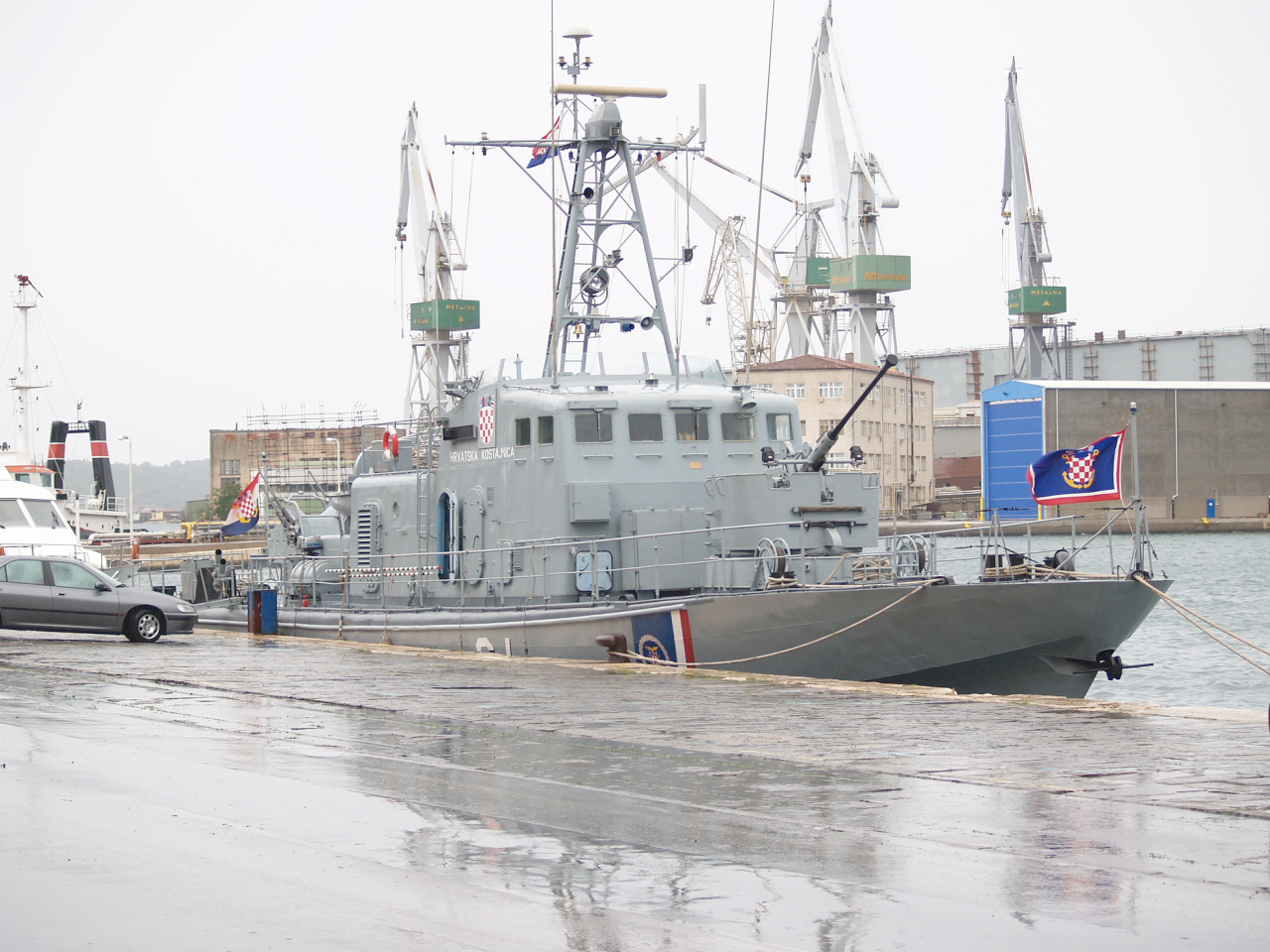
OB-64 Hrvatska Kostajnica
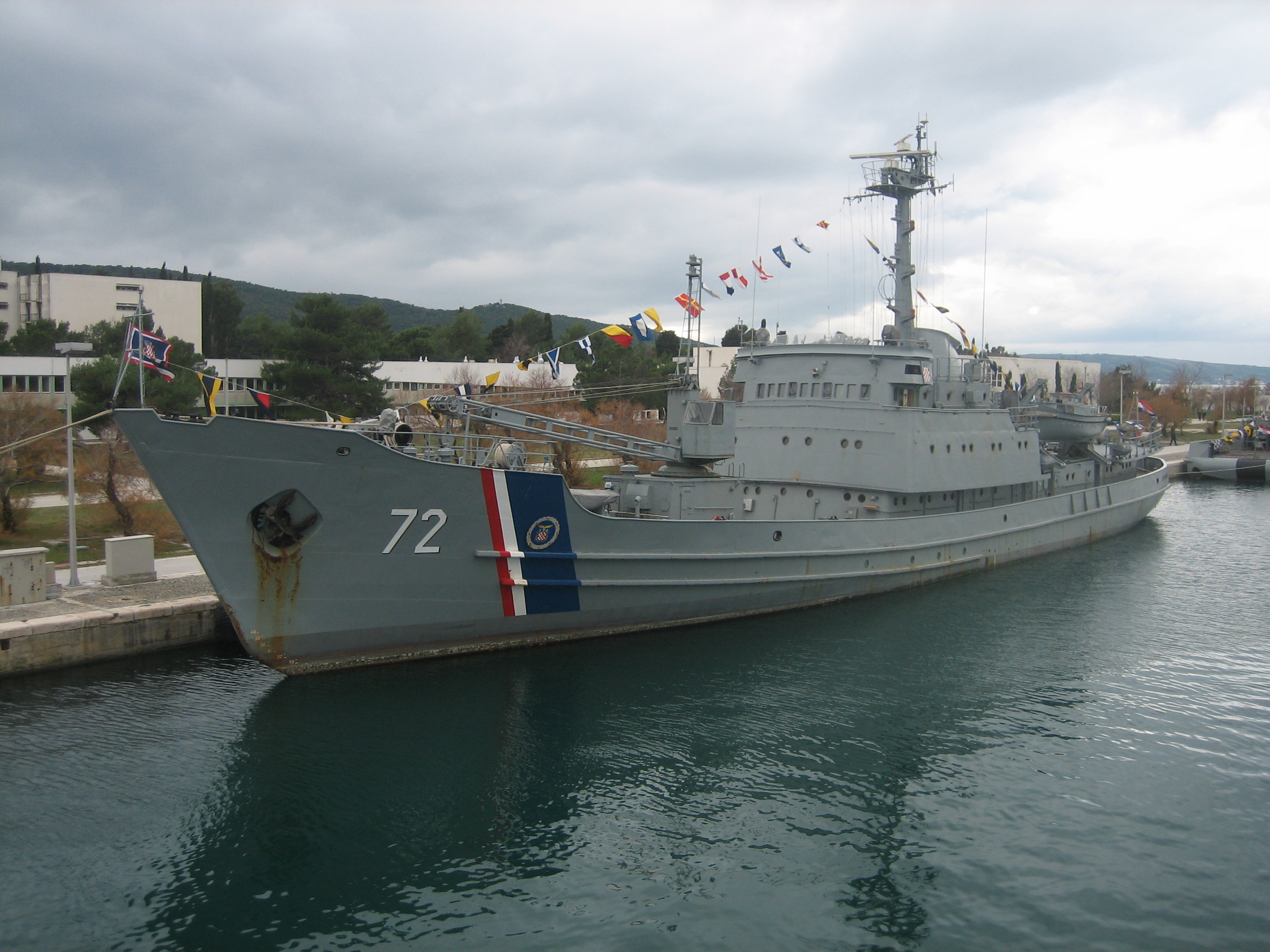
BŠ-72 Andrija Mohorovičić
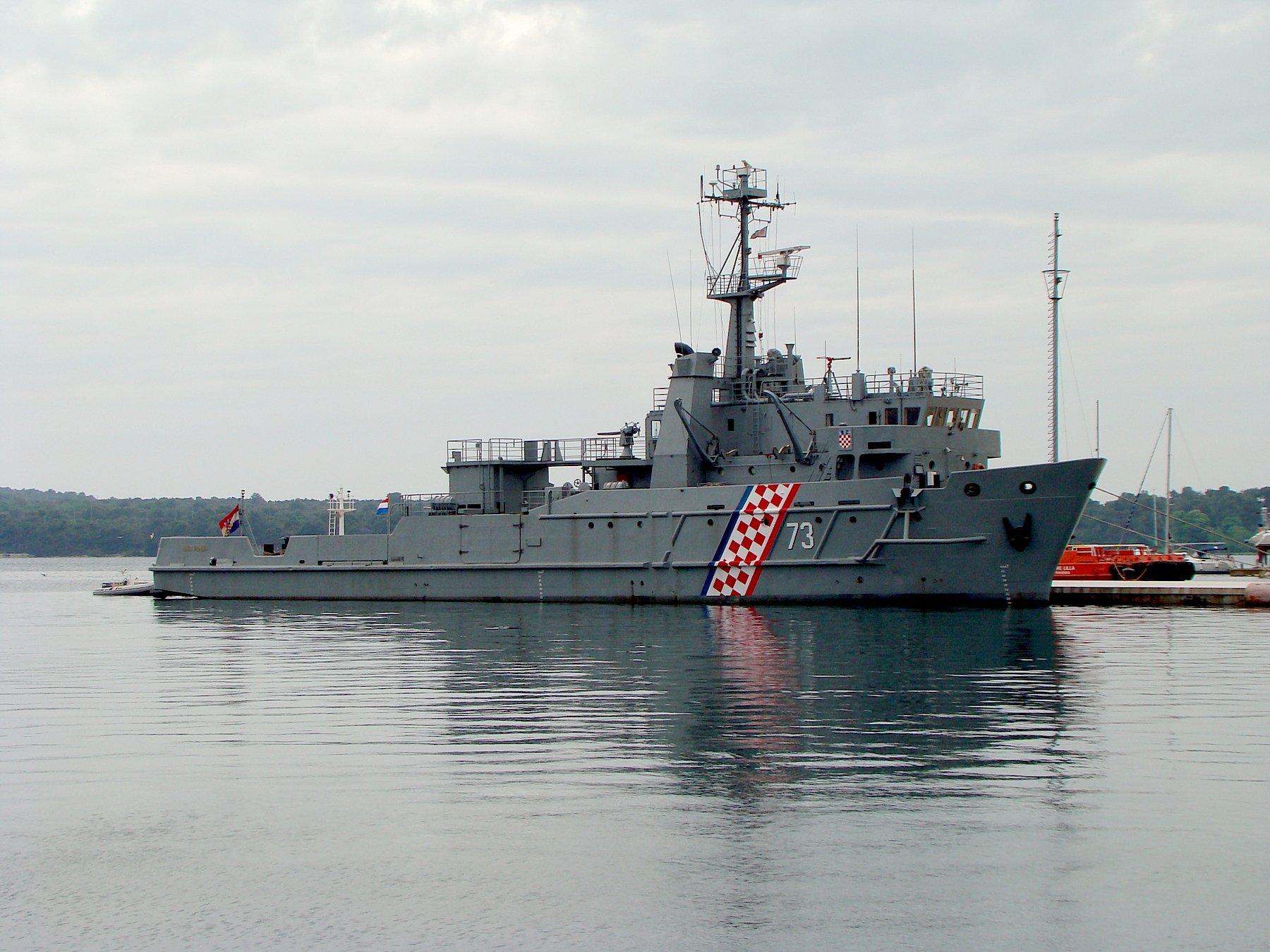
BS-73 Faust Vrančić
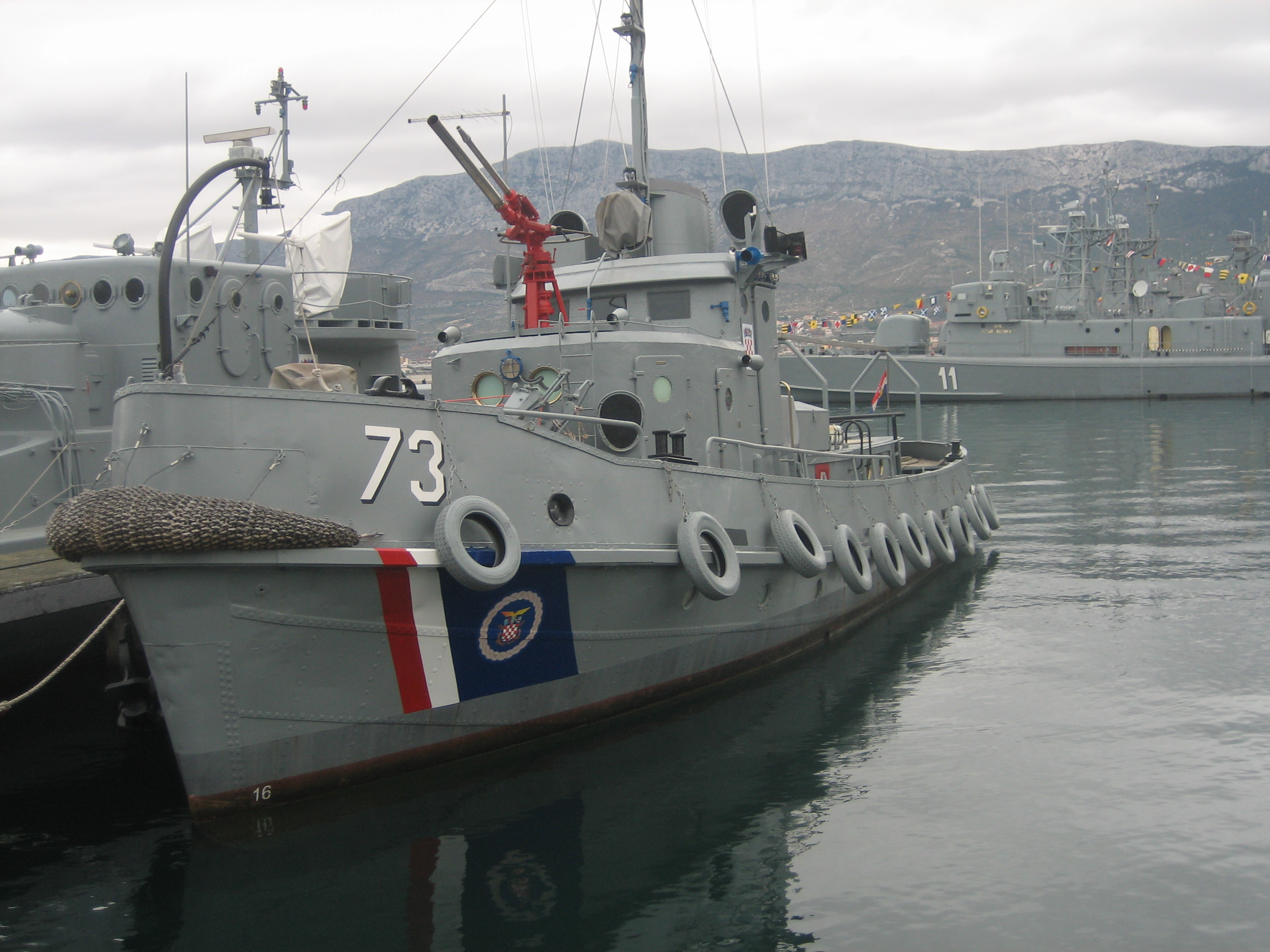